# Coliban River
Coliban River är ett vattendrag i Australien. Det ligger i delstaten Victoria, omkring 100 kilometer norr om delstatshuvudstaden Melbourne. Coliban River ligger vid sjön Metcalfe Pool.
Trakten runt Coliban River består till största delen av jordbruksmark. Runt Coliban River är det mycket glesbefolkat, med 4 invånare per kvadratkilometer. Genomsnittlig årsnederbörd är 716 millimeter. Den regnigaste månaden är februari, med i genomsnitt 98 mm nederbörd, och den torraste är januari, med 23 mm nederbörd.